# Cyphocaris tunicola
Cyphocaris tunicola är en kräftdjursart som beskrevs av Lowry och Helen E. Stoddart 1997. Cyphocaris tunicola ingår i släktet Cyphocaris och familjen Cyphocarididae. Inga underarter finns listade i Catalogue of Life.